# セロニアス・モンク
セロニアス・モンク（英語: Thelonious Monk [θəˈloʊniəs ˈmʌŋk]、1917年10月10日 - 1982年2月17日）は、アメリカ・ノースカロライナ州生まれのジャズ・ピアニストである。即興演奏における独特のスタイルと、スタンダード・ナンバーの作曲で知られ、ビバップのパイオニアの一人と評されている。

## 来歴

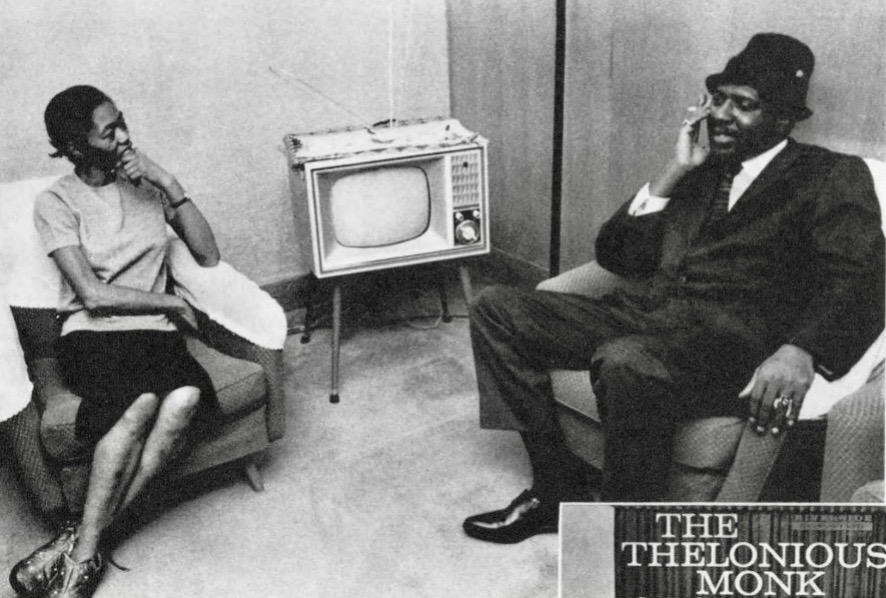
1963年5月13日から22日にかけて、モンクは東京、京都、名古屋、大阪、東京、札幌の計6都市でコンサートを行った。写真はホテルの一室。妻のネリーとともに。

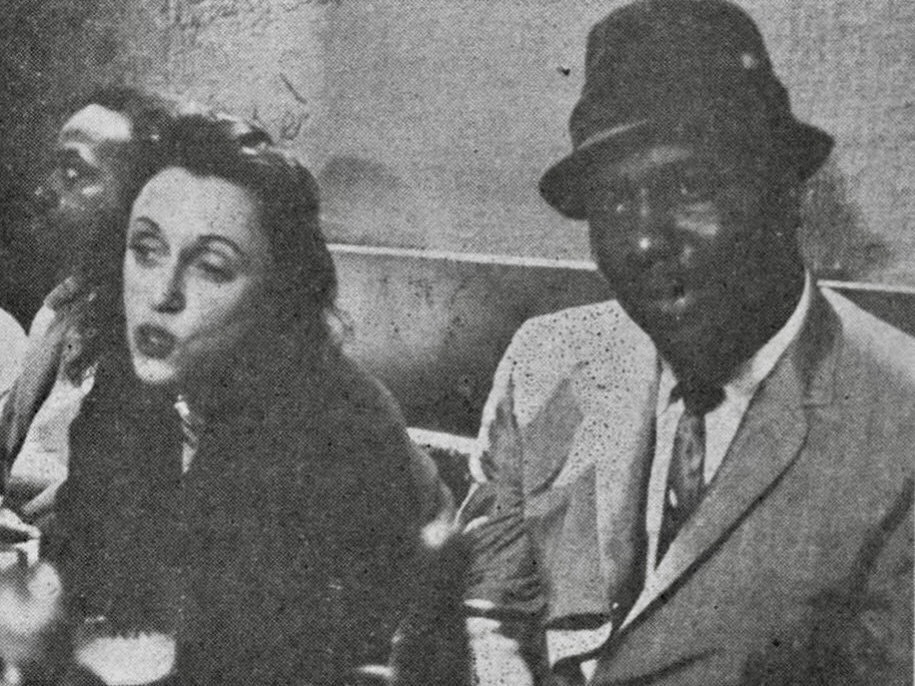
ニカ男爵夫人とモンク。1963年5月、新宿の「DIG」にて。

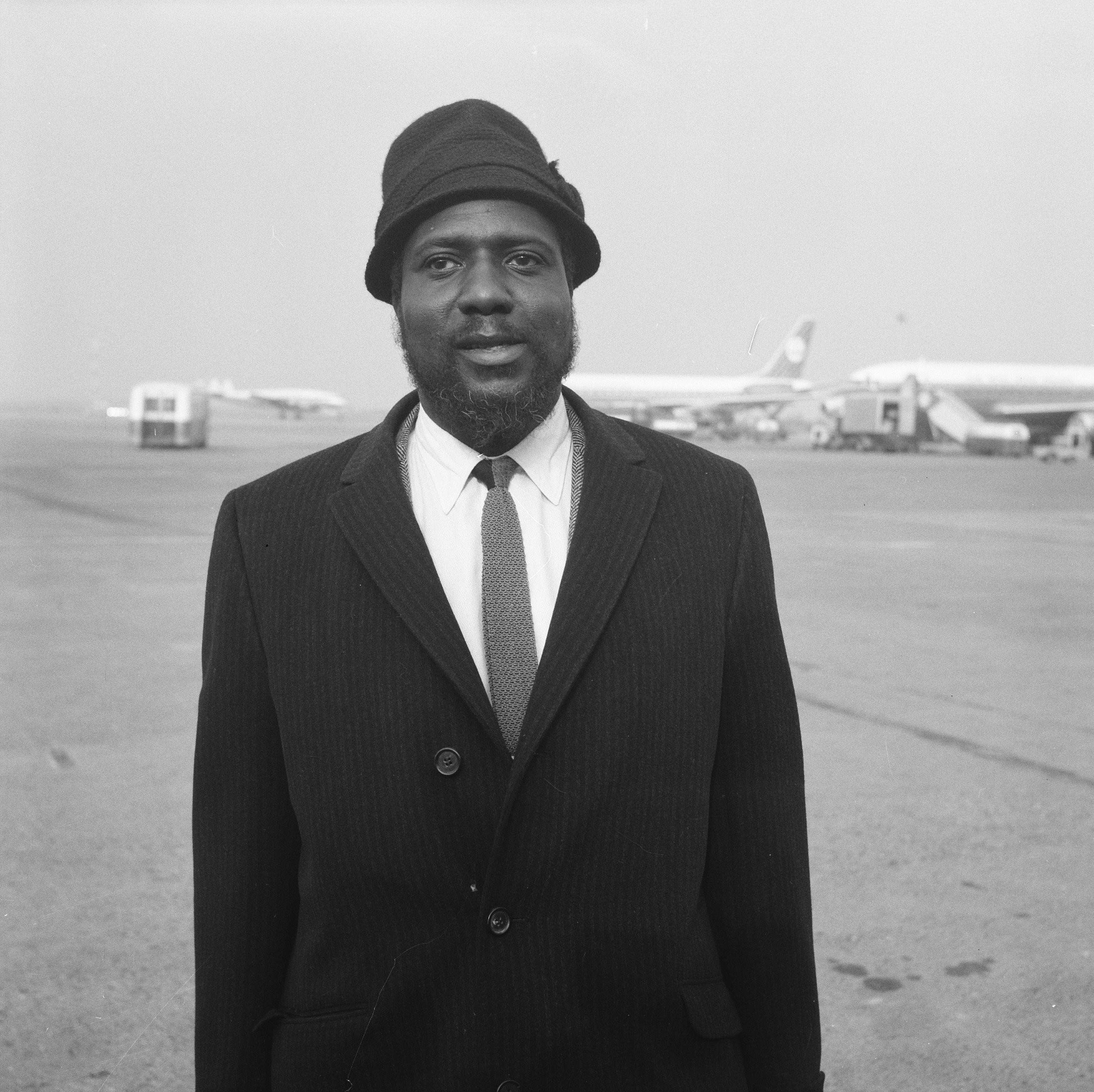
1964年

ノースカロライナ州ロッキーマウントで生まれたが、5歳の時には両親とともにニューヨークのマンハッタンに転居している。高校は卒業しなかったようである。6歳の時にピアノの演奏を始め、クラシック音楽のレッスンを10歳から12歳まで受けている。しかしジャズ・ピアノに関しては独学と考えられている。
ハイティーンの頃にはジャズ演奏の仕事が見つかり始め、1941年頃のジェリー・ニューマン (Jerry Newman) のレコーディングに参加している。この録音は、ニューヨークのクラブ「ミントンズ」(Minton's) で行われ、モンクはこのクラブのバンドのピアニストとして雇われていた。
1940年代初頭より、ジャズ・ピアニストとしての活動を始める。ブルーノート・レコード、プレスティッジ・レコード、リバーサイド・レコード、コロムビア・レコードなどのレーベルに演奏を残した。プレスティッジの時代まではレコードがほとんど売れず、生活が困窮した時期もあったという。代表曲には「ラウンド・ミッドナイト」「ストレイト・ノー・チェイサー」「ブルー・モンク」などがある。モンクの演奏スタイルは、この頃は「ハード・スウィンギング」と呼ばれる類いのもので、 アート・テイタムのスタイルに近かった。1944年にモンクは、自身の最初のスタジオ録音をコールマン・ホーキンス・カルテットと共に行っている。
1947年にネリー・スミス (Nellie Smith) と結婚し、同じ年にバンド・リーダーとしての初めての録音がなされた。モンクはビバップの誕生を告げたチャーリー・パーカー、ディジー・ガレスピーの『バード&ディズ』（1947年）に参加した。
1950年代と1960年代を通して、ツアーとレコーディングとをこなしたが、1970年代の始めには、表舞台から姿を消した。
1971年11月に最後の録音が行われ、生涯最後の10年間はごく数回の演奏が行われたのみである。モンクの悲劇は、医療の貧困にもあるとされている。彼は精神疾患を発症していたが、病名は特定されなかったという。
1982年2月17日、脳梗塞により死去。64歳没。ニューヨーク州ハーツデイル (Hartsdale) にある、ファーンクリフ墓地に埋葬された。

## 演奏
モンクが「ピアノは間違った音を出さない」と言ったことは有名である。 
トマス・オーウェンズ (英語: Thomas Owens)は、次のように述べている。
モンクのピアノのタッチは大抵、バラードにおいてさえも、耳障りでパーカッシブでした。彼は、レガートに類するものを探すことなく、音符ごと音符ごとに鍵盤を攻撃することがよくありました。メロディー・ラインを装飾し、だれかが作業用手袋を填めて演奏しているような効果を与えることがしばしばです。指を自然に曲げてではなく真っ直ぐなままにして鍵盤を叩き、ほかの指は鍵盤の上高く掲げられていました。ときには一つの鍵盤を複数の指で叩き、シングル・ラインのメロディーを左右の手で分けることもありました。—
このような非正統的な演奏アプローチとは対照的に、モンクは素晴らしい速度と正確さでアルペジオを演奏することもできた。マーティン・ウィリアムズとラン・ブレイクは指の独立性の高さを指摘しており、そのため右手でメロディー・ラインとトリルとを同時に演奏することもできた。
モンクはしばしば全音音階の一部を使用し、上昇もしくは下降音階で演奏することで、数オクターブをカバーしている。また、かれが作曲したいくつかの曲の主題においても使われている平行六度を特徴とする即興演奏を拡張した。ソロにおいては、無音の空白とロング・ノーツを特徴としている。また、ビバップを基盤とするピアニストには珍しく、伴奏やソロにおいて彼は、左手でのストライド・パターンを採用していた。伴奏者としての特徴には、しばしば演奏を止めてしまいベースとドラムだけにソリストをサポートさせるという傾向もある。
モンクは、変ロ長調をとくに好んで用いており、「ブルー・モンク」、「ミステリオーソ」、「ブルース・ファイブ・スポット」、「ファンクショナル」といった、彼が作曲した何曲ものブルースは、全て変ロ長調である。加えて、かれのシグネチャー曲である「セロニアス」の構成は、執拗に繰り返される変ロ長調のトーンに占められている。他のピアニストからの影響については、オーウェンズはアート・テイタムとテディ・ウィルソン、デューク・エリントンの名を挙げている。
モンクの死後、その音楽はジャズ評論家や聴衆によって再評価され、モンクはマイルス・デイヴィスやジョン・コルトレーンなどと並び、ジャズの巨人の一人に数えられている。1988年、クリント・イーストウッド製作総指揮による、モンクの生涯と音楽についてのドキュメンタリー映画『セロニアス・モンク ストレート・ノー・チェイサー』が公開された。

## ディスコグラフィ

### リーダー・アルバム
- After Hours at Minton's（1943年録音）(Definitive) 2001年
- 『ジニアス・オブ・モダン・ミュージック Vol.1』 - Genius of Modern Music: Volume 1（1947年～1948年録音）(Blue Note) 1951年
- 『ジニアス・オブ・モダン・ミュージック Vol.2』 - Genius of Modern Music: Volume 2（1947年～1952年録音）(Blue Note) 1952年
- 『セロニアス・モンク・トリオ』 - Thelonious Monk Trio（1952年10月、12月、1954年9月録音）(Prestige) 1954年
- 『セロニアス・モンク・クインテット』 - Monk（1953年11月、1954年5月録音）(Prestige) 1954年
- 『ソロ・オン・ヴォーグ』 - Solo 1954/Piano Solo（1954年7月録音）(Disques Vogue) 1954年
- 『セロニアス・モンク・アンド・ソニー・ロリンズ』 - Thelonious Monk and Sonny Rollins（1953年～1954年9月、10月録音）(Prestige) 1954年
- 『セロニアス・モンク・プレイズ・デューク・エリントン』 - Thelonious Monk Plays Duke Ellington（1955年7月録音）(Riverside) 1955年
- 『ザ・ユニーク』 - The Unique Thelonious Monk（1956年3月～4月録音）(Riverside) 1956年
- 『ブリリアント・コーナーズ』 - Brilliant Corners（1956年10月、12月録音）(Riverside) 1957年
- 『セロニアス・ヒムセルフ』 - Thelonious Himself（1957年4月録音）(Riverside) 1957年（ジョン・コルトレーンが参加）
- 『アート・ブレイキーズ・ジャズ・メッセンジャーズ・ウィズ・セロニアス・モンク』 - Art Blakey's Jazz Messengers with Thelonious Monk（1957年5月録音）(Atlantic) 1958年
- 『モンクス・ミュージック』 - Monk's Music（1957年6月録音）(Riverside) 1957年（ジョン・コルトレーンが参加）
- ジョン・コルトレーンと共同名義, 『セロニアス・モンク・ウィズ・ジョン・コルトレーン』 - Thelonious Monk with John Coltrane（1957年4月、6月、7月録音）(Jazzland) 1961年
- ジェリー・マリガンと共同名義, 『マリガン・ミーツ・モンク』 - Mulligan Meets Monk（1957年8月録音）(Riverside) 1957年
- ジョン・コルトレーンと共同名義, 『ライヴ・アット・カーネギー・ホール』 - Thelonious Monk Quartet with John Coltrane at Carnegie Hall（1957年11月録音）(Blue Note) 2005年
- 『セロニアス・イン・アクション』 - Thelonious in Action（1958年8月7日録音）(Riverside) 1958年（ニューヨーク「ファイブ・スポット」におけるライヴ）
  - 『ミステリオーソ』 - Misterioso（1958年8月7日録音）(Riverside) 1958年（セロニアス・イン・アクションと同日収録）
- 『セロニアス・モンク・オーケストラ・アット・タウン・ホール』 - The Thelonious Monk Orchestra at Town Hall（1959年2月録音）(Riverside) 1959年（ニューヨーク「タウン・ホール」におけるライヴ）
- 『5バイ・モンク・バイ5』 - 5 by Monk by 5（1959年6月録音）(Riverside) 1959年
- 『アローン・イン・サンフランシスコ』 - Thelonious Alone in San Francisco（1959年10月録音）(Riverside) 1959年（サンフランシスコ「Club Fugazi」におけるライヴ）
- 『セロニアス・モンク・アット・ブラックホーク』 - Thelonious Monk at the Blackhawk（1960年4月録音）(Riverside) 1960年（サンフランシスコ「ブラックホーク」におけるライヴ）
- Monk in France（1961年4月18日録音）(Riverside) 1966年（パリ「オランピア」におけるライヴ）
- 『セロニアス・モンク・イン・イタリー』 - Thelonious Monk in Italy（1961年4月21日録音）(Riverside) 1963年
- 『モンクス・ドリーム』 - Monk's Dream（1962年10月、11月録音）(Columbia) 1963年
- 『クリス・クロス』 - Criss Cross（1962年11月～1963年3月録音）(Columbia) 1963年
- マイルス・デイヴィスと共同名義, Miles and Monk at Newport（1958年、1963年4月録音）(Columbia) 1964年
- 『モンク・イン・トーキョー』 - Monk in Tokyo（1963年5月21日録音）(CBS/Sony) 1969年（大手町「サンケイホール」におけるライヴ）
- Big Band and Quartet in Concert（1963年12月録音）(Columbia) 1963年
- 『イッツ・モンクス・タイム』 - It's Monk's Time (Columbia) 1964年
- 『モンク．』 - Monk. (Columbia) 1964年
- 『ライヴ・アット・イット・クラブ』 - Live at the It Club（1964年10月、11月1日録音）(Columbia) 1982年。（ロサンジェルス「イット・クラブ」におけるライヴ）
のち Live at the It Club: Complete (Columbia/Legacy) 1998年。（CD 2枚組）
- 『ライヴ・アット・ザ・ジャズ・ワークショップ』 - Live at the Jazz Workshop（1964年11月4日録音）(Columbia) 1982年（サンフランシスコ「ジャズ・ワークショップ」におけるライヴ）
- 『ソロ・モンク』 - Solo Monk（1964年、1965年3月録音）(Columbia) 1965年
- Misterioso (Recorded on Tour)（1963年～1965年録音）(Columbia) 1965年（ライヴ）
- 『ストレイト・ノー・チェイサー』 - Straight, No Chaser（1966年、1967年録音）(Columbia) 1967年
- 『アンダーグラウンド』 - Underground（1967年12月、1968年2月録音）(Columbia) 1968年
- 『モンクス・ブルース』 - Monk's Blues (Columbia) 1968年
- 『コンプリート・ラスト・レコーディングス』 - La Dernière Séance, Londres 15 Novembre 1971（1971年11月15日録音）(Black Lion) 1998年（ライヴ。CD 2枚組。）

### コンピレーション・アルバム
- 『セロニアス・モンク・メモリアル・アルバム』 - The Thelonious Monk Memorial Album (Milestone) 1982年
- マックス・ローチと共同名義, 『ヨーロピアン・ツアー』 – European Tour (Denon) 1985年（ライヴ集）
- 『アット・ニューポート 1963&1965』 -  At Newport 1963 & 1965（1963年、1965年7月録音）(Columbia) 2002年

### 関連映像作品
- 『真夏の夜のジャズ』 - Jazz on a Summer's Day (1959年)
- 『ラウンド・ミッドナイト』 - Round Midnight (1988年) ※モンクの曲「ラウンド・ミッドナイト」をタイトルに冠したジャズ映画
- 『セロニアス・モンク ストレート・ノー・チェイサー』 - Thelonious Monk: Straight, No Chaser (1988年) ※モンクのドキュメンタリー映画

## 書籍
- ジャズ批評編集部編『定本 セロニアス・モンク』松坂〈ジャズ批評ブックス〉、2002年12月1日、ISBN 4-915557-14-6。
- Owens, Thomas (1996). Bebop – The Music and Its Players. Oxford University Press. ISBN 978-0-19-510651-0